# هابیت (مجموعه‌فیلم)

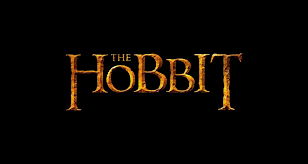

هابیت (به انگلیسی: The Hobbit) فیلمی سه قسمتی در سبک حماسه‌ای فانتزی-ماجرایی بر اساس رمانی به همین نام نوشته جی.ار.ار. تالکین می‌باشد و پیتر جکسون را در مقام کارگردان، تهیه‌کننده و همکار فیلم نامه‌نویس در اختیار دارد. گیرمو دل تورو به عنوان کارگردان نزدیک به دو سال با جکسون در مرحلهٔ پیش تولید همکاری کرد اما در می۲۰۱۰ پروژه را ترک کرد و در ژوئیه اعلام شد جکسون برای کارگردانی هر دو قسمت قرارداد امضا کرده‌است. ایان مک‌کلن، اندی سرکیس، کریستوفر لی، کیت بلانشت و هوگو ویوینگ که در سه گانهٔ ارباب حلقه‌ها حضور داشتند نقش‌های خود را در هابیت تکرار می‌کنند. هاوارد شور آهنگساز سه گانهٔ ارباب حلقه‌ها آهنگسازی این فیلم را بر عهده دارد.
اگرچه در ابتدا قرار بود این فیلم دو قسمتی باشد ولی پیتر جکسون و مترو گلدوین مایر از داشتن برنامه‌هایی برای ساخت فیلم سوم صحبت کرده‌اند. نام قسمت اول این فیلم هم‌اکنون هابیت: یک سفر غیرمنتظره است. فیلم دوم در ابتدا آنجا و بازگشت دوباره نام‌گذاری شده بود ولی پس از اینکه سه قسمتی شدن این فیلم تأیید شد نامش به هابیت:برهوتِ اسماگ تغییر یافت. همچنین نام قسمت سوم را هابیت: آنجا و بازگشت دوباره گذاردند که که بعدها به هابیت: نبرد پنج سپاه تغییر یافت. دو قسمت اول فیلم به صورت یک‌جا در نیوزلند فیلم‌برداری شده و فیلمبرداری صحنه‌ها در ۲۱ مارس ۲۰۱۱ آغاز و در ۶ ژوئیه ۲۰۱۲ اتمام یافت. قسمت اول و دوم فیلم در تاریخ‌های ۱۴ دسامبر ۲۰۱۲ و ۱۳ دسامبر ۲۰۱۳ و قسمت سوم نیز در ۱۷ دسامبر ۲۰۱۴ بر روی پرده سینما رفتند.

## داستان
زمانی در سرزمین میانه شهری بنام اِرِبور قرار داشت که مرکز حکومت ترور، بزرگ‌ترین پادشاه دورف‌ها بود. این شهر در دامنه کوهستانِ تنها قرار داشت، این کوهستان پر بود از معادن طلا و یاقوت و چیزهای با ارزش دیگر. دِیر، شهر انسان‌ها هم در نزدیکی این حکومت بود. در هنگام استخراج گنجینه‌ها، سنگی سفید و رنگی را پیدا کردند، ترور آن را آرکِنِستون (گوهر پادشاه) نامید. با افزایش ثروت انبوه دورف‌ها، ذخیره خیرخواهی شان کم شد، عشق ترور به طلا بی پایان و وحشیانه شده بود. روزی از روزها، صوتی طوفان مانند از شمال به گوش می‌رسید که کاج‌های شمال کوهستان را می‌شکاند… اژدهایی با نفس آتشین به نام اسماگ از شمال به این شهر حمله کرد، پوست اژدها به قدری محکم و مقاوم بود به هیچ تیر و شمشیری از آن رد نمی‌شد، تنها تیری بزرگ و سیاه که تعداد کمی از آن توسط انسان‌های شهر دِیم ساخته شده بود از پوست اژدها عبور می‌کرد، گیریون فرمانده کماندارهای دیر، به اژدها چند تیر سیاه پرتاب کرد که یکی از تیرها به زیر بال چپش خورد. اژدها پس از آوارگی دورف‌ها و انسان‌ها به اِرِبور ورود پیدا کرده و بر گنجینه‌های عظیم دورف‌ها به خواب فرورفت. پس از این فاجعه، دورف‌ها به سرزمین موریا، مهم‌ترین شهر دورف‌ها حمله کردند تا آنجا را از دست اُورک‌ها پس بگیرند. در آن نبرد، ترور توسط آزوگ حرمت شکن فرمانده اورک‌ها کشته شد و پسرش تِرِاین ناپدید شد. تراین پسری به نام تورین مشهور به سپربلوط داشت، دورف (اساطیر)ها با فرماندهی او اروک‌ها را عقب راندند و پیروز شدند. از آن جنگ تنها سیزده دورف زنده ماندند… تراین با جادوگری به نام گندالف جادوگر (میتراندیر) دوست بود، زمانی نقشه و کلید یکی از درهای مخفی اربور را به او داد و از او خواست تا به تورین برساند. گاندولف با سیزده دورف آشنا شد و پس از شصت سال، آن‌ها تصمیم گرفتند تا اربور را پس بگیرند. تورین برای اینکه تمام هفت سپاه دورف‌ها با هم متحد کند، نیاز دارد تا آرکنستون را پیدا کند، چون دورف‌ها قسم خوردند تا فقط به کسی که گوهر پادشاه را دارد جوابگو باشند. گاندولف برای دزدیدن آرکنستون، یکی از دوستان قدیمش به نام بیلبو بگینز که یک هابیت و ساکن روستای شایر است را معرفی می‌کند، هابیت‌ها پاهای بزرگ و چابکی دارند، آن‌ها کوچک و ریزند و می‌توانند به هنگام خطر به سرعت فرار کنند، همچنین اسماگ به بوی هابیت‌ها آشنایی ندارد. با اصرار زیاد، بیلبو قبول می‌کند تا در این ماجرا آنها را همراهی کند و داستان و اتفاق‌های بسیار می‌افتد. آنها برای خواندن نقشه، به سراغ پادشاه اِرلاند اِلف در ریوِندل می‌روند. در آنجا گاندولف با بانو گالادریل و سارومان سفید دیدار و دربارهٔ دورف‌ها و نکرومانسر صحبت می‌کند ولی آن‌ها اعتنایی به نکرومانسر نمی‌کنند. در راه گرفتار گابلین‌ها می‌شوند که داستان گالوم رخ می‌دهد. گالوم موجودی بود که حلقهٔ قدرت سائورون را در اختیار داشت. بیلبو بگینز با دوز و کلک حلقه را از گالوم (اسمیگل) می‌رباید و همراه دورف‌ها از غار گابلین‌ها فرار می‌کند. در راه کوهستان با آزوگ حرمت شکن، موجود عظیم الجثه ای به نام بِئورن، عنکبوت‌های بزرگ، راداگاست قهوه ای، تراندویل پادشاه الف‌های جنگلی و بارد کماندار رو به رو می‌شوند. بارد به آن‌ها کمک می‌کند تا از دست الف‌های جنگلی مخفیانه به یک شهر انسان‌ها بنام آسکارُس یا شهر روی دریاچه بروند. دورف‌ها هنگام دزدیدن سلاح از اسلحه خانه سلطنتی دستگیر می‌شوند، تورین با قول اینکه اگر به اربور برسند، سهمی از گنج را در اختیارشان می‌گذارد، توانست توجه پادشاه شهر را جلب کند و آزاد شوند. دورف‌ها به کوه می‌رسند و در مخفی را پیدا می‌کنند و بیلبو را به دنبال آرکنستون می‌فرستند، بیلبو در همین حین اسماگ را بیدار می‌کند و با هم صحبت می‌کنند، در این میان بیلبو گوهر را می‌یابد و مخفی می‌کند. دورف‌ها وارد اربور می‌شوند تا بیلبو را نجات دهند اما خود اسیر می‌شوند، پس از درگیری‌ها متعدد، اسماگ از اربور بیرون می‌شود و به شهر روی دریاچه که در نزدیکی اربور بود حمله می‌کند و آنجا را به آتش می‌کشد، بارد کماندار نوهٔ گیریون که یک انسان بود با تنها تیر سیاه، همان زخم قبلی اژدها را نشان رفت و اسماگ را کشت. بیلبو پیدا کردن آرکنستون را از تورین مخفی کرده بود برای همین دورف‌ها به دنبال آرکنسون می‌گردند.
تورین با دیدن گنجینه، همان بیماری پدر و پدربزرگش را گرفت و مجذوب طلا شد. با کشته شدن اسماگ دیگر موجودات نیز به دنبال اربور هستند نه فقط برای گنجینه‌ها، بلکه برای موقعیت جغرافیایی اش، اگر نیروی تاریکی بر اربور حاکم شود می‌تواند کل سرزمین میانه را تصرف کند. بازماندگان شهر روی دریاچه به سرپرستی بارد، برای گرفتن سهمشان از ثروت کوه به پیش تورین می‌آید، اما او که مجنون طلاهایش شده بود، به قولش عمل نکرد و مردم را از خود راند، انسان‌های آسکارس به ناچار در خراب‌های شهر دیر پناه گرفتند. روز بعد، الف‌های جنگلی نیز با سپاه بزرگی از تیراندازها به دیر آمدند، الف‌های جنگلی عاشق نور ستارگان هستند، در آن کوه جواهراتی از نور خالص وجود داشت که تراندویل آرزوی داشتن آن‌ها را داشت. راداگاست قهوه ای، گاندولف را به قلعه دول گولدور برای دیدار شخصی به نام نکرومانسر(احضارکننده روح) می‌برد، گاندولف پس از ورود به قلعه، با تراین که تحت طلسم تاریکی بود، دیدار کرد و طلسم را برداشت. گاندولف فهمید که سپاه اورک‌های موریا و اورک‌های گُندآباد و جادوگر دول گولدور برای رسیدن به کوه با هم متحد شده‌اند. گاندولف توسط نکرومانسر اسیر می‌شود و متوجه می‌شود که نکرومانسر در واقع روح سائورون ارباب تاریکی است که ۹ خادم خود را نیز احضار کرده‌است. بانو گارادریل، سارومان و پادشاه ارلاند به کمک گاندولف می‌آیند و جنگی بین آن‌ها و ۹ خادم درمی‌گیرد. گالادریل با نیروی خود، روح سائورون را به شرق تبعید می‌کند و فعلاً خطر را رفع می‌کند. گاندولف برای رساندن خطر اورک‌ها به دیر می‌رود. بیلبو که می‌دانست فردا جنگی میان الف‌ها و دورف‌ها در خواهد گرفت، شبانه به دیر رفت و آرکنستون را به آن‌ها داد تا با دورف‌ها معامله کنند. صبح فردا، انسان‌ها و الف‌ها به دروازه اربور رسیدند، دورف‌ها در شهر را با سنگ بستن و پشت آن سنگر گرفتند و به گفت و گو پرداختند. در همین حین، ارباب دیم یا پاآهنین از شرق به کوه می‌رسد، او پسرعموی تورین و پادشاه تپه‌های آهنین بود. گاندولف خطر سپاه اورک‌ها را به هر دو جناح گوش زد می‌کند اما هیچ‌کدام اعتنایی نکردند. جنگی بسیار کوتاه میان دورف‌ها و الف‌ها درمی‌گیرد تا زمانی که سپاه اورک‌های موریا به فرماندهی آزوگ از جنوب به کوه می‌رسد. دورف‌ها و الف‌ها متحد شده و به جنگ اورک‌ها می‌روند. دار و دسته تورین پشت سنگرهای خود به تماشا نشسته‌اند و هیچ کاری نمی‌کردند، تورین با درگیری‌هایی که با خود داشت سرانجام متحول می‌شود و دوباره سرپا می‌شود. زمانی که اورک‌ها کوه را محاصره کرده بودند و دورف‌ها و الف‌ها عقب‌نشینی کرده بودند، آن‌ها از کوه خارج شده و به آن‌ها روحیه دادند. تورین با بهترین سربازانش یعنی دوالین، فیلی و کیلی به سراغ آزوگ در رِیوِنهیل می‌روند اما این تله بود چون مزدورهای گابلین به همراه اورک‌های گُندآباد از شمال به فرماندهی بُولگ پسر آزوگ آمده بودند، فیلی و کیلی در آن لحظه کشته می‌شوند. بار دیگر جنگی میان این دو دشمن قدیمی یعنی تورین و آزوگ شروع می‌شود.
سرانجام ارتش اورک‌ها توسط عقاب‌های بزرگ، راداگاست قهوه ای، بئورن، دورف‌ها، الف‌ها و انسان‌ها نابود می‌شود، بولگ توسط لگولاس پسر تراندویل کشته می‌شود، آزوگ و تورین هم همدیگر را می‌کشند. حکومت اربور به پاآهنین رسید و آرکنستون نیز به او رسید و تورین سپربلوط به افسانه‌ها پیوست…
اینجا بود که گاندولف و بیلبو از اربور خارج می‌شوند، گاندولف بیلبو را تا شایر همراهی می‌کند و به او اخطار می‌کند که نباید خیلی از حلقه قدرت استفاده کند، گاندولف خواست تا حلقه پیش بیلبو بماند چون جای حلقه آنجا امن تر بود.
فیلم‌های سه‌گانه رویدادهای کتاب هابیت را دربر می‌گیرند اما از منابع دیگر کتب تالکین نیز برای به تصویر کشیده شدن وقایع آن استفاده شد. ماجرای ارباب حلقه‌ها نیز بعد از هابیت رخ می‌دهد.

## بازیگران
| بازیگر          | نقش                 |
| --------------- | ------------------- |
| مارتین فریمن    | بیلبو بگینز         |
| ایان مک‌کلن      | گندالف              |
| ریچارد آرمیتاژ  | تورین سپربلوط       |
| ایان هولم       | بیلبو بگینز در پیری |
| کن استات        | بالین               |
| گراهام مک تاویش | دوالین              |
| آیدان تورنور    | کیلی                |
| راب کازینسکی    | فیلی                |
| مارک هدلو       | دوری                |
| جد بروفی        | نوری                |
| آدام براون      | آوری                |
| جان کالن        | اوین                |
| پیتر همبلتون    | گلوین               |
| ویلیام کرکر     | بیفور               |
| جیمز نسبیت      | بوفور               |
| استفان هانتر    | بومبور              |
| کیت بلانشت      | گالادریل            |
| اورلاندو بلوم   | لگولاس              |
| سیلوستر مک‌کوی   | راداگاست            |
| میکل پرشبرانت   | بئورن               |
| رایان گیج       | دروگو بگینز         |
| کریستوفر لی     | سارومان             |
| اوانجلین لیلی   | تائوریل             |
| لوک اوانز       | بارد کمان‌دار        |
| بندیکت کامبربچ  | اسماگ و سائورون     |
| اندی سرکیس      | گالوم               |
| هوگو ویوینگ     | الروند              |
| لی پیس          | تراندوئیل           |

## فیلم‌ها
- هابیت: یک سفر غیرمنتظره (۲۰۱۲)
- هابیت: برهوت اسماگ (۲۰۱۳)
- هابیت: نبرد پنج سپاه (۲۰۱۴)

## فورکِی
نسخه‌های 4K Ultra HD هر ۶ فیلم سینمایی «ارباب حلقه‌ها» و «هابیت» در تاریخ ۳۰ نوامبر (۱۰ آذر) عرضه شدند. در تابستان سال ۲۰۲۱ میلادی هم برادران وارنر یک کالکتورز ادیشن باکیفیت و زیبا را عرضه می‌کند که شامل هر ۶ فیلم با همین کیفیت می‌شود. البته محتواهای فیزیکی و ویدیویی آن پکیج که «کالکشن سرزمین میانه» نام دارد، به مراتب بیشتر از بسته‌های نسخهٔ بلوری 4K Ultra HD سه‌گانه است.
قیمت نسخهٔ بلوری 4K Ultra HD سه‌گانهٔ The Hobbit برابر با ۷۹٫۹۹ دلار است.